# Basílio Argiro
Basílio Argiro (em grego: Βασίλειος Ἀργυρός; c. 970 - após 1023) foi um nobre bizantino dos séculos X e XI da família Argiro e irmão do imperador Romano III Argiro (r. 1028–1034). Esteve ativo no sul da Itália por alguns anos, auxiliando no combate ao rebelde Melo de Bari. Desaparece por alguns anos do registro histórico, reaparecendo em 1021/1022 como o primeiro comandante de Baspracânia, um reino armênio, que foi submetido pelo rei Senequerim-João (r. 1003–1021). Seu mandato foi breve, pois em 1023 foi removido por incompetência.

## Vida

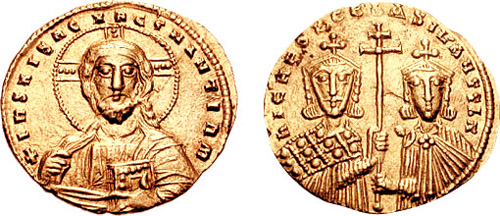
Histameno de r. e r.

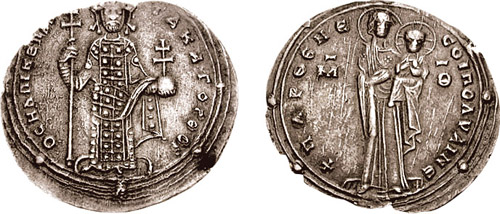
Miliarésio com efígie de r.

Basílio nasceu em ca. 970 e era membro da família Argiro e irmão do imperador Romano III (r. 1028–1034). De acordo com a Sinopse Histórica de João Escilitzes, foi estratego de Samos enviado para lutar contra o rebelde italiano Melo c. 1010-1011. É possível que o registro de sua carreira na Itália resulte da fusão por Escilitzes de Argiro com o coetâneo catapano da Itália Basílio Mesardonita. Por outro lado, pode ter sido comandante da frota enviada para ajudar Mesardonita na ofensiva contra Melo. Se sabe que volta da Itália c. 1017. Estudiosos modernos como J.C. Guilou e J.F. Vannier entendem Argiro e Mesardonita como a mesma pessoa, um ponto de vista não compartilhado por Alexander Kazhdan.
Após um hiato dos registros de sua carreira, Basílio aparece como o primeiro comandante de Baspracânia, um reino armênio, que foi submetido pelo rei Senequerim-João (r. 1003–1021) a Basílio II (r. 960–1025) em 1021/1022. Foi removido do ofício por sua inépcia c. 1023. O hiato na carreira de Basílio pode provisoriamente ser preenchido pelas informações fornecidas em um selo descoberto em Preslava, na Bulgária, no qual Basílio é nomeado um patrício e estratego da Trácia.
Basílio e membros de sua família desempenharam papel na interação bizantino com vizinhos orientais do império. O casamento de Helena, a filha de Basílio, com o rei georgiano Pancrácio IV da Geórgia (r. 1027–1072) foi parte de uma paz negociada pela rainha Maria, mãe de Pancrácio e irmã de Senequerim-João de Baspracânia, em 1032. Escilitzes também fala dos filhos de Basílio como arcontes que viveram no Anatólico em meados do século XI. Outra filha de Basílio, cujo nome é desconhecido, foi casada com o general Constantino Diógenes e tornou-se a mãe do futuro imperador Romano IV Diógenes (r. 1068–1071).